# Райва, Педоріду і Параїзу
Ра́йва, Педорі́ду і Параї́зу (порт. Raiva, Pedorido e Paraíso; МФА: [ˈʁaj.vɐ, pɨ.du.ˈɾi.du i pɐ.ɾɐ.ˈi.zu]) — парафія в Португалії, в муніципалітеті Каштелу-де-Пайва. Складова округу Авейру.  Входить до регіону Північ. За старим адміністративним поділом, що був чинним до 1976 року, територія парафії належала провінції Берегове Дору. Заснована 28 січня 2013 року. Площа парафії — 49,37 км², населення — 4694 ос. (2011), густота населення — 95,08 осіб/км²
. Патрон — святі Іван Хреститель, Петро і Евлалія. Поштовий індекс — 4550. Код  — 010610.
```
Сформована із колишніх парафій 
Райва
, 
Педоріду
 і 
Параїзу
.
```

## Географія

Каштелу-де-Пайва (2013)

## Населення
| 2011  |
| 4 694 |